# Vrioci
Vrioci (cyr. Вриоци) – wieś w Bośni i Hercegowinie, w Republice Serbskiej, w gminie Kozarska Dubica. W 2013 roku liczyła 344 mieszkańców.